# Hrebeniv, Skole
Hrebeniv (în ucraineană Гребенів) este o comună în raionul Skole, regiunea Liov, Ucraina, formată numai din satul de reședință.

## Demografie
Componența lingvistică a comunei Hrebeniv
     Ucraineană (98,82%)
     Alte limbi (1,01%)
Conform recensământului din 2001, majoritatea populației comunei Hrebeniv era vorbitoare de ucraineană (98,82%), existând în minoritate și vorbitori de alte limbi.